# Cerreto Castello
Cerreto Castello är en ort och frazione i kommunen Quaregna Cerreto i provinsen Biella i regionen Piemonte i Italien. 
Cerreto Castello upphörde som kommun den 1 januari 2019 och bildade med den tidigare kommunen Quaregna den nya kommunen Quaregna Cerreto. Den tidigare kommunen hade 612 invånare (2018).